# Kdo s koho (Simpsonovi)
Kdo s koho (v anglickém originále Two Cars in Every Garage and Three Eyes on Every Fish) je 4. díl 2. řady (celkem 17.) amerického animovaného seriálu Simpsonovi. Scénář napsali Sam Simon a John Swartzwelder a díl režíroval Wes Archer. V USA měl premiéru dne 1. listopadu 1990 na stanici Fox Broadcasting Company a v Česku byl poprvé vysílán 9. dubna 1993 na stanici ČT1.

## Děj
Bart a Líza jdou rybařit po proudu řeky u Springfieldské jaderné elektrárny. Reportér Springfieldského šmejdila Dave Shutton k nim dorazí právě ve chvíli, kdy Bart chytí tříokou rybu. Poté, co se ryba, které média přezdívají Blinky, dostane na titulní stránky novin, vyšle úřadující guvernérka Mary Baileyová do elektrárny vládní inspekční tým, který má podezření, že mutaci mohl způsobit jaderný odpad. Majiteli elektrárny, panu Burnsovi, je předložen seznam 342 porušení, jejichž náprava bude stát 56 milionů dolarů. Zoufalý Burns přijme Homerův návrh, aby kandidoval na guvernéra, a zabránil tak uzavření elektrárny. 
Burnsovi političtí poradci ho informují, že jím většina lidí velmi opovrhuje, zatímco Baileyová je všemi milována. Aby Burns utlumil kontroverzi kolem Blinkyho, vystoupí v televizi s hercem představujícím Charlese Darwina, jenž tvrdí, že Blinky je evoluční skok, nikoli „ohavná genetická mutace“. Poté, co Burns slíbí, že sníží daně, a vede proti Baileyové pomlouvačnou kampaň, jeho kampaň se v průzkumech vyrovná té její. Burnsovi poradci mu navrhnou, aby večer před volbami povečeřel u jednoho ze svých zaměstnanců. Poté, co Burns prohledá videomonitory v továrně a hledá nejprůměrnějšího muže, kterého najde, vybere si Homera. 
Homer vymyslí chytrý plán, jak zmařit Burnsovu kampaň na guvernéra: nechá si pomoci od své rodiny, aby večeři s Burnsem uspořádala, což rozdělí domácnost Simpsonových. Homer ho pragmaticky podporuje, zatímco Marge a Líza jsou proti. Před večeří Burnsovi poradci připraví pro rodinu písemné otázky, které mají její členové u stolu položit. Líza je z této politické šarády rozčarovaná, ale Marge jí řekne, aby si nedělala starosti. Všichni jsou šokováni, když Marge k večeři servíruje Blinkyho a položí rybí hlavu na Burnsův talíř. Ten rybu nedokáže spolknout a vyplivne ji. Kamery bleskově zachytí, jak vyloučené sousto letí vzduchem a dopadá na podlahu, čímž odsoudí jeho guvernérskou kampaň k zániku. Baileyová vyhraje volby. Poté, co v záchvatu vzteku Burns zničí vybavení Simpsonových, varuje, že Homerovy sny zůstanou nesplněny, dokud bude žít.

## Produkce
Scénář epizody napsali Sam Simon a John Swartzwelder a režíroval ji Wes Archer. Blinky se předtím krátce objevil v dílu první řady Homerova odysea, v němž byl viděn, jak plave v jezeře před továrnou. Scenáristům se design ryby líbil a rozhodli se mu věnovat celou epizodu.
V této epizodě se poprvé v seriálu objevili Mary Baileyová a reportér Springfieldského šmejdila Dave Shutton, jehož namluvil Harry Shearer a který byl pojmenován po Swartzwelderově příteli. Od té doby role Davea Shuttona ztratila na významu a omezila se na camea a vystupování v davových scénách. Mary Baileyová se později krátce objevila v epizodách jako Bart versus Líza versus 3. A a Vypráskaný práskač.
Během pořadu The Tracey Ullman Show a první řady Simpsonových se Bart rychle stal jednou z nejoblíbenějších postav v televizi, což bylo označováno jako „Bartmánie“. Díky úspěchu první řady se stanice Fox rozhodla změnit časový slot Simpsonových v naději, že ukradne sledovanost NBC. Seriál byl přesunut ze svého nedělního večerního slotu ve 20.00 EST do stejného času ve čtvrtek, kde by konkuroval Cosbyho show na NBC, která byla v té době pořadem číslo 1. Díl Kdo s koho byl první epizoda vyrobená pro druhou řadu, ale díl Bart propadá se vysílal jako první, protože Bart byl populární a producenti chtěli premiéru s epizodou, ve které se objevil, v naději, že ukradnou diváky Cosbyho show.

## Kulturní odkazy
Anglický název dílu pochází ze sloganu politické reklamy použité v prezidentské kampani Herberta Hoovera v roce 1928: „V každém hrnci kuře.“, který reklama později doplňuje slovy: „A na každém dvorku auto.“. Několik částí epizody je inspirováno filmem Občan Kane z roku 1941, ve všech hraje pan Burns roli Charlese Fostera Kanea. Scéna předvolebního mítinku, kde Burns mluví před obřím plakátem se svou podobiznou, je odkazem na scénu z tohoto filmu. Část, v níž Burns po večeři zdemoluje jídelnu rodiny Simpsonových, je podobná scéně, v níž Kane ničí pokoj své bývalé manželky. Mary Baileyová má stejné jméno jako manželka George Baileyho ve filmu Život je krásný z roku 1946. Burns si najme herce, který má ztvárnit vědce 19. století Charlese Darwina, aby mu pomohl v jeho tvrzení, že tříoká ryba je výsledkem evoluce. Darwin byl přírodovědec, který předložil přesvědčivé důkazy o tom, že všechny druhy života se v průběhu času vyvinuly ze společných předků, a to prostřednictvím procesu, který nazval přirozený výběr. Klip, v němž Burns ve své volební montáži řídí vojenský tank, je podobný klipu, který se objevil v prezidentské kampani Michaela Dukakise v roce 1988, v němž je vidět, jak řídí tank. V repríze epizody, jež byla odvysílána 25. června 1992, se v úvodních titulcích objevil nový gag s křídou, v němž Bart na tabuli napsal „It's potato, not potatoe“. Jedná se o narážku na pravopisnou chybu tehdejšího viceprezidenta Spojených států Dana Quaylea, který 15. června 1992 na základní škole v Trentonu ve státě New Jersey opravil správný pravopis slova „potato“ na „potatoe“.

## Témata a dopad
Novináři označili díl Kdo s koho za satiru na americkou politiku. Joanne Ostrowová, recenzentka deníku The Denver Post, uvedla, že „tak ostrá satira“ na americkou politickou kampaň a reklamu, která se v epizodě objevuje, může projít pouze kreslenému filmu. Přirovnala ji ke „kontrakulturnímu postoji“ televizních pořadů, jako byly Second City Television a Saturday Night Live v polovině 70. let: „V té době se tento druh alternativního pohledu do hlavního vysílacího času nedostal. (V případě Simpsonových) je sice stále odsunut na čtvrtou stanici, ale alespoň je to v hlavním vysílacím čase.“. Jeremy Kleinman z DVD Talku napsal: „Autoři Simpsonových se často projevují jako nestydatě liberální a tato epizoda není výjimkou, protože politicko-společenský komentář se během ní dostává o krok blíže k popředí.“. Al Jean, showrunner Simpsonových, sám v jednom rozhovoru přiznal, že seriál je „liberálního zaměření“. V komentářích na DVD tvůrce Matt Groening a většina lidí, kteří na seriálu pracují, několikrát uvádí, že jsou velmi liberální, ale někteří, jako například John Swartzwelder (jeden z autorů této a mnoha dalších epizod Simpsonových), jsou libertariáni. Seriál zobrazuje vládu a velké korporace jako bezcitné entity, které využívají obyčejného dělníka. Autoři tak často zobrazují autority v nelichotivém nebo negativním světle. V Simpsonových jsou politici zkorumpovaní, duchovní, jako je reverend Lovejoy, jsou lhostejní k návštěvníkům kostela a místní policie je neschopná.
V epizodě se také objevuje téma environmentalismu. Toto téma je přítomno v znečištění Springfieldského jezera jadernou elektrárnou, které způsobuje mutace ryb v jezeře. Profesor fyziky a matematiky na Univerzitě věd ve Filadelfii Paul Halpern se dílem zabýval ve své knize What's Science Ever Done for Us?: What the Simpsons Can Teach Us About Physics, Robots, Life, and the Universe. Komentuje to takto: „Vzhledem k tomu, že (teorie Charlese Darwina) o přírodním výběru trvá generace a že úspěšné odrůdy si musí udržet výhodu přežití oproti ostatním, jediným způsobem, jak může pan Burns dokázat své tvrzení (že ryba je dalším krokem v evoluci prostřednictvím přírodního výběru), je sledovat Blinkyho v průběhu času a zjistit, zda třetí oko umožňuje zmutované rybě rychleji najít potravu nebo se vyhnout predátorům.“. Mark Meister a Phyllis M. Japp diskutují environmentální téma epizody ve své knize Enviropop: Studies in Environmental Rhetoric and Popular Culture. Autoři se domnívají, že lidské znečištění je v epizodě charakterizováno jako vylepšení přírody a lidský pokrok je vnímán jako „nedílná“ součást lidské evoluce. Dodávají: „Tyto odkazy vyjadřují konkrétní kritiku současných environmentálních předpisů, konkrétně laxního prosazování předpisů týkajících se ukládání, bezpečného skladování a likvidace jaderného odpadu. Kromě toho tato epizoda odsuzuje manipulaci s politickou a ekonomickou mocí s cílem zakrýt ekologickou odpovědnost a přesunout vinu za ekologické problémy.“. Autoři také uvádějí, že díl komentuje nedostatečné dodržování bezpečnostních norem pro elektrárnu a kritizuje „apatické přijímání“ nevynucených ekologických kontrol. Kromě toho komentují, že epizoda „výslovně kritizuje mediální spin-doktory, kteří zkreslují dopady ekologické degradace způsobené bohatými korporacemi, jako je jaderná elektrárna“.
Dne 13. února 1991 bojovala místní skupina v Albany ve státě New York proti vládnímu plánu vytvořit v jejich sousedství skládku jaderného odpadu. Uspořádala ji organizace Občané proti radioaktivnímu úložišti na měsíčním zasedání Komise pro umístění nízkoaktivního odpadu v Albany. Čtyři děti se zde převlékly za Homera, Marge, Barta a Lízu a představily komisi tříokou látkovou rybu, která vypadala jako Blinky. Kromě toho předvedly rapovou píseň, která vysvětlovala děj epizody.
Od prvního odvysílání epizody byl Blinky několikrát zmíněn ve zpravodajských článcích týkajících se jaderného odpadu a mutace. Reportér deníku Lincoln Journal Star přirovnal Blinkyho k pstruhu duhovému se dvěma tlamami, který byl uloven v Lincolnu v Nebrasce v roce 2005. Ryba byla zmíněna v článku National Review, jenž se zabýval legislativou, podle níž by bylo nezákonné dovážet, vlastnit nebo vypouštět živé transgenní ryby do Kalifornie. Matt Smith z týdeníku SF Weekly přirovnal Blinkyho k druhu ryby nalezené v Sanfranciském zálivu, která měla podle studie Kalifornské univerzity v Davisu scvrklý mozek a deformované tělo, což bylo způsobeno vypouštěním toxických chemikálií do zálivu. „Zní to, jako by někdo sledoval příliš mnoho dílů Simpsonových s Blinkym, tříokou rybou, která plave u jaderné elektrárny,“ uvedl. Brian Park z listu The Rocky Mountain Collegian v článku o dnes již uzavřeném závodě na výrobu jaderných zbraní Rocky Flats Plant vtipkoval, že po jeho uzavření „následovala léta čištění a nyní je oblast útočištěm volně žijících živočichů; zatím nevíme, zda byl spatřen Blinky“. Barbara Taorminová z listu North Shore Sunday ve svém článku o novém plynovodu na zkapalněný zemní plyn v Massachusettském zálivu napsala: „Objeví se v Massachusettském zálivu Blinky, zmutovaná tříoká ryba ze seriálu Simpsonovi? Pravděpodobně ne, ale místní ekologové se obávají, že kopání pro nový plynovod LNG může rozvířit radioaktivní odpad uložený před desítkami let.“. Thomas M. Anderson z časopisu Kiplinger ve svém článku o provozovateli jaderné elektrárny Exelon napsal: „Myšlenka na další jadernou energii může vyvolat představu havárie Three Mile Island nebo Blinkyho (…), ale stále více politiků, a dokonce i ekologů začíná oceňovat výhody atomové energie.“. Zmíněná epizoda se stala v roce 2011, kdy byl v argentinské Córdobě v blízkosti místní jaderné elektrárny uloven tříoký vlkouš obecný.

## Přijetí
V původním vysílání skončil díl v týdnu od 29. října do 4. listopadu 1990 na 19. místě v žebříčku sledovanosti s ratingem 15,8, což odpovídá přibližně 14,7 milionu domácností. Simpsonovi byli v tomto týdnu nejlépe hodnoceným pořadem na stanici Fox, ale předstihla je Cosby Show, která dosáhla ratingu 20,2. Epizoda získala cenu Environmental Media Award v kategorii nejlepší televizní komediální díl, která se od roku 1991 každoročně uděluje nejlepší televizní epizodě s environmentálním poselstvím. Pro Simpsonovy to byla první cena Environmental Media Award, ale od té doby získal seriál dalších šest cen.
Epizoda získala od televizních kritiků po odvysílání většinou pozitivní hodnocení. Autoři knihy I Can't Believe It's a Bigger and Better Updated Unofficial Simpsons Guide, Warren Martyn a Adrian Wood, označili díl za „vynikající příklad“ politické satiry, která „ukazuje, kam až jsou lidé schopni zajít, aby získali hlasy voličů. Marge samozřejmě Burnse prokoukne a použije tříokou rybu Blinkyho, aby demonstrovala jeho nepřesvědčivost.“ Phil Rosenthal z Los Angeles Daily News označil epizodu za „skvělý úder“ do americké politiky a „mediální mašinérie, která ji pohání“, a dodal: „Poselství je tak jemné, že by tvůrci Simpsonových mohli popřít, že tam vůbec je, protože se bojí, že odradí část svého publika. Pravdou je, že ti mohou být natolik zaneprázdněni smíchem a vnímáním jemných detailů, jako jsou odkazy na Občana Kanea, že si toho nevšimnou.“.
Hal Boedeker z deníku The Miami Herald uvedl, že epizoda si vzala „několik dobře mířených satirických úderů na americkou politiku a krátkou dobu pozornosti publika. Díl má vtip nejlepších dílů seriálu All in the Family a z dobrotivé matky Marge se stává síla dobra v tradici Edith Bunkerové.“. Virginia Mannová z The Record označila díl za „úžasný“, ačkoli se domnívala, že jeho sociální a politický „podtext“ osloví spíše dospělé než děti. Tom Shales z Washington Post popsal díl jako „trefnou politickou satiru“ a Ken Tucker z Entertainment Weekly jej popsal označil za „mistrovský“.
Doug Pratt, recenzent DVD a přispěvatel časopisu Rolling Stone, se domníval, že příběh epizody je „pěkně komponovaný, takže nemusíte rozpoznat odkazy na Občana Kanea, abyste ocenili snahu, ale přidává to na zábavnosti“. Poznamenal také, že začíná zkoumání pana Burnse „naostro, první z mnoha postav, kterým se v průběhu seriálu dostane propracovaného rozboru“. Jeremy Kleinman z DVD Talku se domníval, že v epizodě byl „prozkoumán“ jak Lízin „obrovský intelekt“, tak Margin „morální kompas“, a jedním z „jasných vrcholů“ dílu podle něj byla Burnsova snaha vysvětlit Blinkyho mutaci tím, že se obrátí na herce představujícího Charlese Darwina, který pokračuje v proslovu naznačujícím, že Blinky je pouze evolučním skokem.
Colin Jacobson z DVD Movie Guide uvedl: „Epizoda zaujala na raný seriál neobvyklý přístup, protože se z velké části soustředila na vedlejší postavu. Někdo by mohl namítnout, že díl Je Šáša vinen? z první řady udělal totéž, ale díl Kdo s koho poskytl větší důraz na Burnse než tento předchozí pořad na Krustyho. To pomohlo k tomu, že se jednalo o poměrně dobrou epizodu. Trochu lépe rozvedla Burnsovu postavu a poskytla nám přiměřeně zábavný zážitek. Díl nedosahoval velikosti, ale z větší části fungoval pěkně.“.